# 中部嘉人
中部 嘉人（なかべ よしひと、1959年 - ）は、日本の実業家。株式会社文藝春秋前社長。

## 人物・来歴
長野県出身。1984年（昭和59年）同志社大学文学部新聞学科卒業。在学中は同志社映画サークル「F.B.I.」を創部して映画作りに取り組んだ。電波新聞社勤務を経て、89年に中途採用で文藝春秋入社。営業局や経理局長などを歴任。
2012年（平成24年）取締役に選任、2017年常務、2018年に松井清人の後継として社長に就任する。社長は代々「週刊文春」「文藝春秋」の編集長経験者が多かったが、いずれの経験もない経理畑出身の社長抜擢は本人も驚いたという。2023年に社長を退き、相談役となった。